# Jean-Yves Lormeau
Jean-Yves Lormeau, all'anagrafe Yves Lucien Marcel Lormeau (Da Lat, 6 marzo 1952 – 18 novembre 2014) è stato un ballerino e direttore artistico francese, danseur étoile del balletto dell'Opéra di Parigi per quindici anni dal 1981 al 1996.

## Biografia
Jean-Yves Lormeau nacque nal 1952 e studiò danza al Conservatoire national supérieur de musique et de danse de Paris. Nel 1971 entrò nel corps de ballet del balletto dell'Opéra di Parigi, dove scalò rapidamente i ranghi: nel 1973 fu promosso a coryphée, nel 1974 a solista, nel 1977 a primo ballerino e, infine, nel 1981 fu proclamato danseur étoile della compagnia.
All'Opéra di Parigi Lormeau danzò tutti i maggiori ruoli maschili del repertorio, tra cui James ne La Sylphide, Siegfried ne Il lago dei cigni, Albrecht in Giselle, Petruska, Febo in Notre-Dame de Paris, Solor ne La Bayadère, Jean in Rajmonda, il principe de Lo schiaccianoci e La bella addormentata, Romeo in Romeo e Giulietta e Colas ne La fille mal gardée. Danzò di frequente in Italia nelle tournée di Patrick Dupond e fu spesso partner sulle scene di Sylvie Guillem.
Dopo il ritiro dalle scene, avvenuto il giorno di Natale del 1996, fu brevemente maestro di ballo e direttore artistico del Ballet de Rio de Janeiro dal 1995 al 1998. Successivamente tornò a Parigi, dove fu maestro di ballo prima alla Scuola di danza dell'Opéra di Parigi dal 2001 al 2003 e poi del Conservatoire national dal 2004 al 2014, anno in cui morì di cancro nella sua casa in Normandia.